# Xian de Xianyou
Le xian de Xianyou (仙游县 ; pinyin : Xiānyóu Xiàn) est un district administratif de la province du Fujian en Chine. Il est placé sous la juridiction de la ville-préfecture de Putian.

## Démographie
La population du district était de 979 425 habitants en 1999.